# Luna 20
Luna 20 fu l'ottavo tentativo da parte dell'URSS di riportare sulla terra campioni di suolo lunare, come nella precedente missione Luna 16.

## La missione

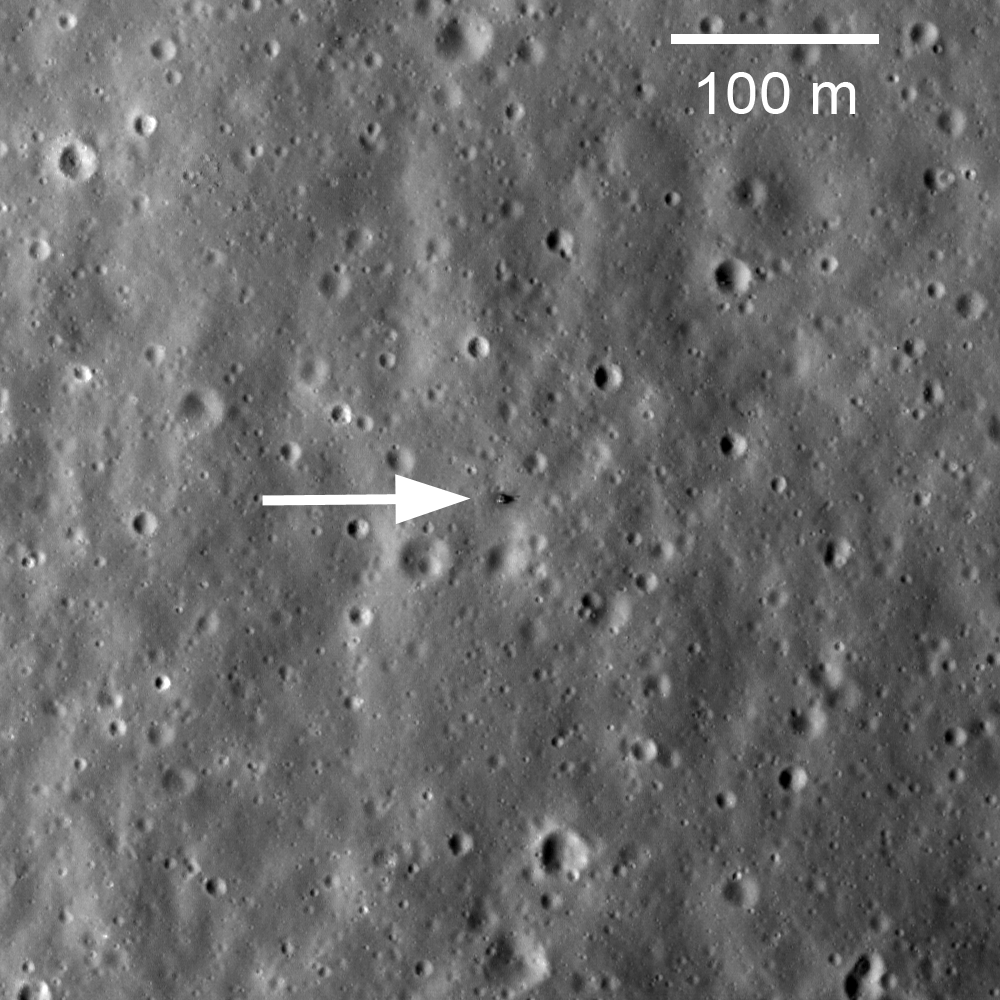
La sonda vista dall'atmosfera della Luna

Luna 20 fu lanciata il 14 febbraio 1972 alle 03:27:59 UTC con un razzo vettore Proton e dopo una correzione di rotta si immise in orbita circolare lunare il 18 febbraio. Tre giorni dopo fu acceso il motore principale per 267 secondi e iniziò la discesa sulla Luna. Una seconda accensione fu programmata per rallentare ancora la sonda, e alle 19:19 UT del 21 febbraio Luna 20 allunò perfettamente alle coordinate 3°32' nord - 56°33' est, a circa 1,8 km dal punto in cui precipitò Luna 18 e a 120 km dal sito di atterraggio di Luna 16.

Dopo aver raccolto del materiale roccioso lunare, il razzo ascendente si attivò il 22 febbraio alle 22:58 UT e i campioni furono spediti verso la Terra.

La piccola sfera metallica toccò terra il 25 febbraio 1972 alle 19:19 UT presso un'isola del fiume Karkingir, 40 chilometri a nord di Dzhezkazgan, Kazakistan.
Il resto della sonda, rimasta sul nostro satellite, effettuò delle riprese panoramiche ad alta risoluzione del sito di atterraggio.
I 55 grammi di campioni giunti a terra consistevano in una roccia composta prevalentemente da feldspato e risultava molto più antica di quella recuperata da Luna 16, composta da basalto. L'Apollo 16 avrebbe recuperato materiale simile solo due mesi più tardi. Anche questi campioni furono condivisi con gli studiosi francesi e statunitensi.